# 李光珍
李光珍（韓語：이광진，1970年12月6日—），韓國前男子羽球運動員。
李光珍參加了兩屆奧運會。在1992年巴塞隆納奧運會羽毛球比賽單打項目上，他在第一輪輸給來自瑞典的延斯·歐爾松。四年後的1996年亞特蘭大奧運會上，他取得了明顯進步而獲得第五名。他也參加過1988年漢城奧運會，當時羽毛球是示範運動。在那屆，他與李相福一起獲得男子雙打銀牌。1995年他贏得了加拿大羽球公開賽男子單打冠軍，一年後他在日本羽球公開賽上獲得第三名。
李光珍曾代表韓國參加1991年蘇迪曼盃。在對陣印尼的決賽中，他出賽男子單打項目，以1:15、5:15輸給阿迪。最後韓國隊以3-2擊敗印尼而獲得冠軍。